# Rio Ciclău
O Rio Ciclău é um rio da Romênia, afluente do Strâmbu, localizado no distrito de Braşov.